# Édouard Lebey
Pour les articles homonymes, voir Lebey.
Édouard Lebey (Paris, 8 mars 1849 - Paris, 14 février 1922), publicitaire français, a été l'un des directeurs de l'Agence Havas, à partir de 1879 et jusqu'en 1900.

## Biographie
Édouard Lebey est le fils de Jacques-Édouard Lebey, dirigeant de la Société générale des annonces, qui fusionne en 1865 avec l'Agence Havas, après un premier rapprochement en 1857.
En 1879, à trente ans, grâce à un article des statuts taillé sur mesure, Édouard Lebey, prend les pleins pouvoirs, après le départ du dernier des fils du fondateur, Auguste Havas, que son père secondait jusque-là. Édouard Lebey se « jette à corps perdu dans l'internationalisation. La Belgique, puis l'Espagne dans la foulée, le Maroc ensuite, où Havas déborde de son activité de presse et de pub pour se lancer dans le commerce et l'immobilier », selon une histoire d'Havas par le publicitaire Jacques Séguéla.
Lors de l'engouement pour les emprunts russes, Édouard Lebey, fait savoir à la Russie qu'il est prêt à confondre les deux activités, information et publicité, afin de mieux convaincre les Français de souscrire : « l'agence Havas peut obtenir ce résultat non seulement par la publicité payante mais aussi par ses dépêches qui sont reproduites par tous les journaux, et qui, dans les circonstances actuelles, peuvent favoriser grandement l'entente franco-russe », écrit-il.
Il fut remplacé de 1900 jusqu'en 1914 par son bras droit Henri Houssaye, entré chez Havas en 1874 et époux de sa cousine, dont le père était maire d’Équemauville, dans la région de Honfleur d'où venait aussi son père.
Resté lucide, mais atteint de maladie de Parkinson, Édouard Lebey reste administrateur et réside à Paris avenue du Bois de Boulogne, où son secrétaire particulier Paul Valéry vient l'aider. Paul Léautaud, recommandé par Paul Valéry, le remplacera temporairement dans cette fonction en septembre et octobre 1903 et restera par la suite en contact avec Edouard Lebey. En juin 1918, comme les incessants bombardements de la Grosse Bertha menacent Paris, Édouard Lebey gagne le département de la Manche avec Geneviève Cauyette. Il se réfugie au château de l'Isle-Manière à Saint-Quentin-sur-le-Homme, propriété de son gendre Léon Cherpitel, puis décède en février 1922. Léon-Prosper Rénier, qui a fait ses débuts dans la branche publicité devient président d'Havas en 1924.